# 佐々木善章
佐々木 善章（ささき よしあき）は、日本の漫画家、漫画原作者。広島県福山市出身。神奈川県在住。

## 来歴
2004年、週刊少年マガジン第70回新人漫画家賞で佳作入選。受賞作『軽量句人』が『マガジンSPECIAL』2003年11月号に掲載されデビュー。2006年、『週刊少年マガジン』にて『マグロ一本釣り伝説 じょっぱれ瞬!』で漫画原作者として初の週刊連載を開始。
『Dモーニング』にて『スイーツ本部長 一之瀬櫂』を連載。
大分県のからあげフェスティバル公式キャラクター『からあげ侍 から兵衛』の作者でもあり、FMなかつ発刊の情報誌「NOAS!!」でも「からあげ侍 から兵衛」の漫画を連載中。また、過去に雑誌「月刊　卓球王国」にて太田康徳名義で『Doubles!』も連載していた。
2017年3月から2018年8月まで森尾正博との共同執筆で『週刊漫画TIMES』にて『肉極道』を連載。

## 作品リスト
- 『マグロ一本釣り伝説 じょっぱれ瞬!』講談社〈講談社コミックス〉、全2巻（作画：若松浩、『週刊少年マガジン』2006年 - 2007年）
- 『スイーツ本部長 一之瀬櫂』講談社〈モーニングKC〉、全3巻（『Dモーニング』2014年29号 - 2015年20号）
- 『至極のお弁当』少年画報社〈思い出食堂コミックス〉、既刊3巻（『思い出食堂 別館』連載[2]）
- 『血戦のクオンタム 〜量子世界の転生科学者〜』講談社〈モーニングKC〉、既刊1巻（作画：大地幹、『コミックDAYS』連載）
- 『The Last Chef 熊の料理人』少年画報社〈YKコミックス〉2024年[3] - 刊行中、既刊1巻（作画：尼来つぐ、『思い出食堂 別館』No.28 - 連載中）